# District de Cracovie
1939–1945
Entités précédentes :
- Voïvodie de Cracovie

Entités suivantes :
- Voïvodie de Cracovie

Le district de Cracovie (allemand : Distrikt Krakau, polonais : Dystrykt krakowski) était l'un des quatre premiers districts administratifs créés par les nazis après l'occupation allemande de la Pologne pendant la Seconde Guerre mondiale. Il est l'un des quatre district formant le Gouvernement général de Pologne (allemand : Generalgouvernement) créé le 12 octobre 1939 par Adolf Hitler, avec comme capitale Cracovie — la résidence historique de la royauté polonaise.
Le gauleiter nazi Hans Frank fut le gouverneur général de l'ensemble du territoire de l'entité administrative, ayant sa résidence à Cracovie dans le château du Wawel fortement gardé. Frank était l'ancien conseiller juridique du parti nazi.

## Administration
Le district de Cracovie est divisé en douze Kreise (comtés). Chacun de ces Kreise est dirigé par un chef de district (allemand: Kreishauptmann). Les douze Kreise qui composent le district sont Dębica, Jarosław, Jasło, Krakauland, Krosno, Miechów, Neumarkt, Neu-Sandez, Przemyśl, Reichshof, Sanok et Tarnów. Le cinquième district, celui de Galicie, a été incorporé au Gouvernement général après le début de l'invasion allemande de l'Union soviétique lors de l'opération Barbarossa.
Le district est dirigé par un gouverneur de district. Le premier gouverneur a été le SS-Gruppenführer Otto Wächter, auquel ont respectivement succédé : Richard Wendler (en), le Dr Ludwig Losacker et enfin le Dr Kurt von Burgsdorff. Le premier SS- und Polizeiführer (SSPF) fut Hans Walter Zech, remplacé par le SS-Oberführer Julian Scherner, et enfin par le SS-Sturmbannführer Will Haase. Le SSPF supervise divers services de police, la Sicherheitspolizei (Sipo), le Sicherheitsdienst (SD) et l'Ordnungspolizei (Orpo). L'Orpo (police de l'ordre public) se découpait en Schutzpolizei, qui s'occupait des activités de police dans les grandes villes, et de la Gendarmerie, qui s'occupait des activités de police dans les petites villes et les zones rurales. Enfin, la police juive (Jüdischer Ordnungsdienst) a supervisé les activités internes des différents ghettos installés dans le quartier. La police polonaise (bleue) et la police de l'ordre étaient responsables des patrouilles externes des ghettos. Le commandant de la police de sécurité et du SD du district de Cracovie était le lieutenant-colonel SS Max Grosskopf. La police juive a acquis la réputation d'être extrêmement brutale en ce qui concerne l'exécution des ordres des Allemands.
Après le transfert de contrôle de l'armée à l'administration civile allemande, diverses lois antisémites ont été adoptées pour priver les Juifs de leurs droits et les faire travailler pour l'industrie du Reich. Des conseils juifs (Judenräte) ont été créés par l'administration civile pour appliquer les politiques relatives aux juifs qui ont été promulguées. Les membres de ces conseils étaient responsables de l'exécution de tous les ordres qui leur étaient donnés. Les conseils juifs étaient responsables de l'organisation du travail forcé, de la collecte des impôts et des contributions, de l'enregistrement, de l'application des réglementations sanitaires et de l'organisation des services sociaux et médicaux. Les conseils juifs ont été accusés de traiter horriblement les réfugiés et la corruption. Les membres des conseils ont souvent tenté de soudoyer des fonctionnaires allemands pour retarder une ordonnance. Cela n'a pas fonctionné à long terme, car les fonds juifs ont commencé à s'assécher assez rapidement. Le Jewish Social Self-Help (JSS) a finalement pris le contrôle du bien-être des conseils juifs. Des succursales ont été créées dans les principales populations juives de tout le district. Les services qu'ils ont fournis comprennent la mise en place de soupes populaires, la distribution de nourriture et de vêtements qui leur ont été donnés et la prise en charge des personnes âgées et des enfants. Leurs efforts n'ont pas suffi à résoudre tous les problèmes auxquels étaient confrontés les ghettos juifs.
Un peu plus de deux mois après l'invasion de la Pologne, le nouveau chef de la Gestapo de Cracovie SS-Obersturmbannführer Bruno Müller avait lancé son Sonderaktion Krakau, fermant toutes les universités et les lycées et arrêtant les principaux universitaires ; tuant finalement le président de Cracovie, le Dr Stanisław Klimecki (en),.

## Ghettoïsation
L'occupation de Cracovie par l'Allemagne nazie a débuté le 6 septembre 1939. De nombreux Juifs et civils ont tenté de fuir lors de l'arrivée de l'armée allemande, mais beaucoup ont été forcés de retourner dans la ville. Le ghetto de Cracovie a été créé le 3 mars 1941, suivi d'une nouvelle vague de ghettoïsation dans d'autres villes du district. Les statistiques allemandes estimaient au nombre de 200 000 les Juifs vivant dans le district. Ce fut probablement une estimation basse car ce nombre ne comprenait pas les Juifs venus d'Allemagne après l'incorporation de la Pologne au Reich. Cracovie est devenue le siège de la police de sécurité (SIPO) et l'agence de renseignement pour l'opération Reinhard qui a marqué la phase la plus meurtrière de la solution finale. La majorité des déportations de Juifs ont eu lieu dans un délai de trois mois et demi, du 1er juin à la mi-septembre 1942. Tous les ghettos ont été liquidés en février 1944, les Juifs étant envoyés dans des camps de travail ou dans le camp d'extermination de Bełżec. Sur les 60 000 Juifs vivant à Cracovie avant le début de la guerre, environ 2 000 ont survécu.
Il y avait une résistance organisée au sein du ghetto de Cracovie. Celle-ci a participé à des activités à l'intérieur et à l'extérieur du ghetto. De nombreux groupes de jeunes d'avant-guerre étant restés en contact ont commencé à s'entraîner avec des armes et mis en œuvre des programmes d'assistance et diverses autres activités souterraines. La résistance mena des raids au cours desquels ils liquidèrent des informateurs de la Gestapo, volèrent des uniformes produits dans les usines du ghetto et d'autres activités. En dehors du ghetto, ils assassinèrent des officiers allemands et attaquèrent des postes de contrôle.

## Travail forcé dans le district de Cracovie
Une grande partie du travail forcé dans le district de Cracovie a eu lieu dans des camps de concentration gérés par les nazis. Le travail était généralement coordonné par le Judenrat (Conseil juif). Cela comprenait la séparation des Juifs par des personnes valides pour le travail forcé et la gestion des problèmes sociaux. Il n'était pas rare que des travailleurs soient envoyés des camps de travail vers les camps d'extermination nazis, en particulier vers Auschwitz-Birkenau ou Bełżec. En 1942, environ 37 000 juifs demeuraient dans le district de Cracovie ; tous étaient confinés soit dans les ghettos restants, soit dans les principaux camps de travail tels que Płaszów, Biesiadka et Pustków, selon le rapport Korherr.
Le ghetto de Cracovie a été divisé au début de décembre 1942 en Ghetto "A" et Ghetto "B", le premier étant pour les travailleurs et le second pour les autres voué à la mort. Cette étape était une préparation directe à l'éventuelle liquidation du ghetto. , dirigée par Amon Göth, qui a procédé à la liquidation définitive à la mi-mars 1943. Le travail forcé avait des objectifs variés, mais était généralement de nature civile, industrielle ou agricole. De nombreux Juifs étaient réduits en esclavage dans des usines ou sur des projets de construction, généralement dans des conditions horribles et recevaient de maigres rations.
Deux entreprises allemandes ont notamment utilisé le travail forcé, l'Organisation Todt (OT) et Kirchhof, qui étaient tous deux connus pour fournir des denrées alimentaires et des salaires insuffisants. Kirchhof avait la réputation de maltraiter les travailleurs juifs. Le travail effectué pour les deux sociétés comprenait souvent le pavage de routes, la construction de tunnels, l'extraction de cargaisons, le déchargement de marchandises, la construction de routes, le retrait de pierres tombales des cimetières juifs et le nivellement desdits cimetières pour créer des espaces publics pavés.

## Dissolution
La Wehrmacht n'étant pas en mesure de résister à l'offensive soviétique de janvier 1945, les services du Gouvernement général, n'ayant plus de territoires à administrer, se dissolvent de fait, sinon de droit, dans le courant janvier 1945. Frank fuit Cracovie le 17 janvier pour se réfugier en Silésie, puis en Bavière, tandis que les centres administratifs du Gouvernement général sont simultanément évacués,.

## Gouverneurs successifs
| № | Photo | Gouverneur                           | Prise de commandement | Fin de commandement | Durée de la fonction |
| - | ----- | ------------------------------------ | --------------------- | ------------------- | -------------------- |
| 1 |       | Otto Wächter (1901-1949)             | 26 octobre 1939       | 22 janvier 1942     | 2 ans, 88 jours      |
| 2 |       | Richard Wendler (en) (1898–1972)     | 31 janvier 1942       | 24 février 1943     | 1 an, 24 jours       |
| 3 |       | Ludwig Losacker (de) (1906–1990)     | 24 février 1943       | 10 octobre 1943     | 228 jours            |
| 4 |       | Kurt von Burgsdorff (de) (1886–1962) | 23 novembre 1943      | 18 janvier 1945     | 1 an, 56 jours       |